# Wowaka
Wowaka (стилизовано Wowaka, яп. ヲワカ; 4 ноября 1987, Кагосима — 5 апреля 2019), также известный как Genjitsutouhi-P (現実逃避P), — Японский музыкант, известный своей vocaloid-музыкой и ролью вокалиста в группе hitorie . Автор множества всемирно известных песен с использованием Хацунэ Мику .

## Биография

### Ранние годы
Wowaka родился 4 ноября 1987 года в префектуре Кагосима, Япония. Начал интересоваться рок-группами ещё в средней школе и, став гитаристом принимал участие в группах в старшей школе и университете. Во время учёбы в Токийском университете был директором кружка «То:дай Онкан» (яп. 東大音感 "Toudai Onkan"). и начал сочинять музыку для оригинальных песен группы.

### Карьера
Wowaka впервые столкнулся с Vocaloid в декабре 2008 года, когда слушал песню Livetune «Last Night, Good Night» и был потрясен тем, что эта песня была работой одного человека. В апреле 2009 года он покинул группу и начал создавать Vocaloid музыку, используя Хацунэ Мику. Wowaka начал свою музыкальную карьеру в мае 2009 года, загрузив песню «In the Gray Zone» (яп. グレーゾーンにて。) на японский видеохостинг Nico Nico Douga. В видео In the Gray Zone Wowaka использовал свой собственный рисунок без иллюстраций персонажей Vocaloid, и, для последовательности, он сохранил этот стиль во всех своих более поздних работах Vocaloid. Его песни, опубликованные на Nico Nico, характеризуются неясной лирикой, описывающей мысли юных девушек в быстро-меняющихся мелодиях. Он стал известен под именем «Genjitsutouhi P» после того, как начал писать в описании к видео фразу «Сбегать от реальности, это здорово!» (яп. 現実逃避って、いいよね！).
Работы Wowaka получили особенно большую популярность на Nico Nico Douga. Выпустив свой самостоятельно опубликованный альбом, он помог основать независимый лейбл Balloom 4 марта 2011 года вместе с другими музыкантами, популярными на Nico Nico Douga. Его первый альбом под этим лейблом был Unhappy Refrain (яп. アンハッピーリフレイン), который был выпущен 18 мая 2011 года. Лучшими его работами стали Two-faced Lovers, World’s End Dancehall, Rolling Girl и Unhappy Refrain.
Wowaka был композитором и автором песни And I’m Home, одной из закрывающих тем к аниме Mahou Shoujo Madoka Magica. Песня была выпущена 24 августа 2011 года вместе с BD/DVD версией аниме.
В 2011 году присоединился к группе «hitorie» как вокалист и гитарист. Первым альбомом Hitorie стал Room Sick Girl's Escape, а последним — «HOWLS». Wowaka выпустил свою последнюю Vocaloid песню «Unknown Mother Goose» (яп. アンノウン・マザーグース) 22 августа 2017 года, спустя около шести лет с выхода его предыдущей Vocaloid песни. Эта песня была создана для 10-летнего сборника Hatsune Miku Re:Start. 23 октября 2017 года wowaka выпустил кавер-версию этой песни в своём исполнении и аранжировке hitorie.
В интервью 2017 года wowaka благодарит Хацунэ Мику за то, что она заставила его заниматься музыкой. Комментируя свою песню «Unknown Mother Goose», он сказал «я слышал, что тема для сборника [10-летия Мику] — 'благодарность', но лично я написал песню, основанную на любви, […] Это немного смущает, но это первая посвященная любви песня, которую я когда-либо делал в своей жизни. Я никогда не думал об этом 10 лет назад, когда писал свои песни, но независимо от того, как вы на это смотрите, Хацунэ Мику заставила меня заняться музыкой. Мику для меня как мама.»

### Смерть
Wowaka умер во сне 5 апреля 2019 года от сердечной недостаточности в возрасте 31 года. О смерти было объявлено на сайте hitorie 8 апреля 2019. После его смерти группа объявила об отмене запланированных концертных туров, и что она еще не решила касательно своей будущей деятельности. Похороны прошли среди членов семьи. 1 июня 2019 года состоялся памятный концерт группы. На концертах Hatsune Miku’s Magical Mirai 2019 и Miku Expo Europe 2020 почтили его память.

## Наследие
Многие Vocaloid композиторы вдохновлялись творчеством Wowaka. Его песни, такие как «Rolling Girl» и «World’s End Dancehall», считаются широко влиятельными и, наряду с другими его песнями, вдохновили других на создание каверов и производных работ. Музыкант Кэнси Ёнэдзу, также известный под сценическим псевдонимом Hachi при создании музыки Vocaloid, был близким другом wowaka. После смерти wowaka, Ёнэдзу похвалил его за то, что он сильно повлиял на концепцию музыки «Vocaloid-esque» среди создателей Vocaloid музыки, и, поскольку его собственная музыка также находилась под влиянием wowaka, он уважал его. Эйден Строухун написал на Kotaku что «Для тех, кто был частью сообщества Vocaloid с первых дней существования Хацуне Мику, имя Wowaka несет в себе больше, чем просто ностальгию. Это несет подростковый раздражительный резонанс благодаря песням, таким как бурная, какофоническая 'Rolling Girl'. […] Там, где есть Хацунэ Мику, там есть Wowaka. […] С его кончиной мы потеряли не только огромную, чрезвычайно влиятельную часть сообщества, но и монументальную часть нашей истории. Его работа, тем не менее, будет жить. Wowaka сделал больше, чем просто создал музыку для поколения. Он создал магию.»
После его смерти поклонники Wowaka воздали ему должное в различных социальных сетях, чтобы отметить его музыкальные и вокальные способности.

## Дискография

### Студийные альбомы
| the monochrome disc                                              | - Дата выхода: 15 ноября 2009 - Лейбл: Hinichijou Records - Форматы: CD | — |  |
| World 0123456789                                                 | - Дата выхода: 7 февраля 2010 - Лейбл: Hinichijou Records - Форматы: CD | — |  |
| SEVEN GIRLS' DISCORD                                             | - Дата выхода: 14 ноября 2010 - Лейбл: Hinichijou Records - Форматы: CD | — |  |
| Unhappy Refrain (яп. アンハッピーリフレイン)                     | - Дата выхода: 18 мая 2011 - Лейбл: Balloom - Форматы: CD, цифровой     | 6 |  |
| «—» обозначает элементы, которые не были в чарте в этом регионе. |                                                                         |   |  |

### Сборники альбомов
| Название | Детали                                                                                |
| --- | ------------------------------------------------------------------------------------- |
| EXIT TUNES PRESENTS Supernova                                                                                           | - Дата выхода: 2 декабря 2009 - Лейбл: Exit Tunes - Форматы: CD                       |
| EXIT TUNES PRESENTS Vocalolegend feat. Hatsune Miku (яп. EXIT TUNES PRESENTS Vocalolegend feat.初音ミク)                | - Дата выхода: 20 января 2010 - Лейбл: Exit Tunes - Форматы: CD                       |
| EXIT TUNES PRESENTS Supernova 2                                                                                         | - Дата выхода: 3 марта 2010 - Лейбл: Exit Tunes - Форматы: CD                         |
| LOiD-02 -postrock- LOiD’s MiND                                                                                          | - Дата выхода: 17 марта 2010 - Лейбл: LOiD - Форматы: CD                              |
| EXIT TUNES PRESENTS Vocalogenesis feat. Hatsune Miku (яп. EXIT TUNES PRESENTS Vocalogenesis feat.初音ミク)              | - Дата выхода: 19 мая 2010 - Лейбл: Exit Tunes - Форматы: CD                          |
| VOCAROCK collection feat. 初音ミク                                                                                      | - Дата выхода: 21 июля 2010 - Лейбл: FARM RECORDS - Форматы: CD                       |
| Niconico Touhou Kenbunroku Genkyokushuu (яп. ニコニコ東方見聞録 原曲集)                                                 | - Дата выхода: 5 января 2011 - Лейбл: BinaryMixx Records - Форматы: CD                |
| Letters to U | - Дата выхода: 20 апреля 2011 - Лейбл: Aniplex - Форматы: CD                          |
| «Niconico Touhou Kenbunroku» Utattemita -Cast Vocal shuu- (яп. 「ニコニコ東方見聞録」歌ってみた 〜キャストボーカル集〜) | - Дата выхода: 27 апреля 2011 - Лейбл: BinaryMixx Records - Форматы: CD               |
| SUPER VOCALO BEAT | - Дата выхода: 1 июня 2011 - Лейбл: Dwango User Entertainment, Inc. - Форматы: CD     |
| VOCALOID BEST from Niconico Douga (Red) (яп. VOCALOID BEST from ニコニコ動画 (あか))                                    | - Дата выхода: 22 июня 2011 - Лейбл: Sony Music Direct - Форматы: CD                  |
| V.I.P Append(Marasy plays Vocaloid Instrumental on Piano)                                                               | - Дата выхода: 27 июля 2011 - Лейбл: Dwango - Форматы: CD                             |
| antinotice/hanabira (яп. 「antinotice」 /「花弁」)                                                                      | - Дата выхода: 17 августа 2011 - Лейбл: Toy's Factory - Форматы: CD                   |
| Hatsune Miku - Project DIVA - extended Complete Collection (яп. 初音ミク-Project DIVA- extend Complete Collection)      | - Дата выхода: 9 ноября 2011 - Лейбл: Sony Music Direct - Форматы: CD                 |
| Kaeshi uta (яп. かえしうた)                                                                                             | - Дата выхода: 30 ноября 2011 - Лейбл: dmARTS - Форматы: CD                           |
| Hatsune Miku DANCE REMIX Vol.1 (яп. 初音ミク DANCE REMIX Vol.1)                                                         | - Дата выхода: 7 декабря 2011 - Лейбл: JVC Kenwood Victor Entertainment - Форматы: CD |
| LOVER"S"MiLE | - Дата выхода: 22 февраля 2012 - Лейбл: Aniplex - Форматы: CD                         |
| TwinTail・TwinGuitar | - Дата выхода: 9 мая 2012 - Лейбл: Royal Records - Форматы: CD                        |
| Hatsune Miku 5th Birthday Best - Impacts - (яп. 初音ミク 5thバースデー ベスト〜impacts〜)                               | - Дата выхода: 1 августа 2012 - Лейбл: Dwango - Форматы: CD                           |
| Yuukei Sekai Reconstruction (яп. 有形世界リコンストラクション)                                                          | - Дата выхода: 17 октября 2012 - Лейбл: Pony Canyon - Форматы: CD                     |
| V-box | - Дата выхода: 31 октября 2012 - Лейбл: dmARTS - Форматы: CD                          |
| Hatsune Miku - Project DIVA - F Complete Collection (яп. 初音ミク -Project DIVA- F Complete Collection)                 | - Дата выхода: 6 марта 2013 - Лейбл: Sony Music Direct - Форматы: CD                  |
| LANDSPACE | - Дата выхода: 30 октября 2013 - Лейбл: Aniplex - Форматы: CD                         |
| HATSUNE MIKU 10th Anniversary Album「Re:Start」                                                                         | - Дата выхода: 30 августа 2017 - Лейбл: Dwango - Форматы: CD                          |

### Vocaloid песни
| Название                                                                               | Год  | Примечание                                                                      |
| -------------------------------------------------------------------------------------- | ---- | ------------------------------------------------------------------------------- |
| In the Gray Zone (яп. グレーゾーンにて。 Gray Zone nite) (Hatsune Miku)                | 2009 | Первая музыкальная работа.                                                      |
| Two-Faced Lovers (яп. 裏表ラバーズ Ura Omote Lovers) (Hatsune Miku)                    | 2009 | Шестая работа. Набрала более 7 000 000 просмотров.                              |
| Rolling Girl (яп. ローリンガール) (Hatsune Miku)                                       | 2010 | Набрала более 6,000,000 просмотров.                                             |
| World's End Dancehall (яп. ワールズエンド・ダンスホール) (Hatsune Miku, Megurine Luka) | 2010 | Набрала более 10,000,000 просмотров.                                            |
| Unhappy Refrain (яп. アンハッピーリフレイン) (Hatsune Miku)                            | 2011 | Набрала более 4,000,000 просмотров.                                             |
| Unknown Mother Goose (яп. アンノウン・マザーグース) (Hatsune Miku)                     | 2017 | Набрала более 3,000,000 просмотров. Последняя Vocaloid песня перед его смертью. |